# Ezequiel Schelotto
Ezequiel Matias Schelotto (ur. 23 maja 1989 w Buenos Aires) – włoski piłkarz argentyńskiego pochodzenia występujący na pozycji obrońcy we włoskim klubie Barletta 1922. Były reprezentant Włoch.

## Kariera klubowa
Ezequiel Schelotto jest wychowankiem argentyńskiego klubu Velez Sarsfield z którego w 2003 r. przeniósł się do Banfield. Przed sezonem 2008/2009 trafił do włoskiej Ceseny, ale dopiero w kwietniu jego transfer potwierdziła FIFA. Z drużyną Koników Morskich najpierw wywalczył awans do Serie B, a następnie w kolejnym sezonie do Serie A. W czerwcu 2009 r. jego kartę zawodniczą w połowie wykupiła Atalanta BC, która po roku zdecydowała się nabyć drugą połowę. Pomimo wykupienia Schelotta przez klub ze Stadio Atleti Azzurri d’Italia pozostał jeszcze przez półtora roku na wypożyczeniu Cesenie. 3 października w meczu z Salernitaną zdobył 2 bramki. 31 stycznia 2011 roku został ponownie wypożyczony z prawem pierwokupu, tym razem do Catanii. Debiut w nowym zespole miał miejsce 6 lutego w spotkaniu z Bologną. Pierwszą w Serie A a zarazem jedyną bramkę dla Rossazzurrich zdobył 17 kwietnia 2011 r. w meczu z S.S. Lazio. Po zakończeniu sezonu powrócił do Atalanty BC. 21 sierpnia 2011 r. udało się mu wreszcie po raz pierwszy zagrać dla Czarno-Niebieskich w meczu Pucharu Włoch z AS Gubbio (3:4). Pierwsze trafienie dla Atalanty przypadło na mecz z Novarą rozegrany 25 września.
31 stycznia 2013 pozyskany za ok. 5,8 mln euro plus połowa karty zawodniczej Marko Livai przez Inter Mediolan. W barwach Interu zadebiutował 3 lutego w przegranym 1:3 meczu ze Sieną, a pierwszą bramkę strzelił w swym trzecim spotkaniu dla Interu, podczas meczu z derbowego z Milanem 24 lutego 2013 r.
29 sierpnia 2013 został wypożyczony do US Sassuolo. Z Interu był też wypożyczany do Parmy oraz Chievo.
W 2015 roku odszedł do portugalskiego Sportingu. W sezonie 2015/2016 wywalczył z nim wicemistrzostwo Portugalii.
31 sierpnia 2017 podpisał trzyletni kontrakt z angielskim klubem Brighton & Hove Albion F.C.. W styczniu 2019 został wypożyczony do końca sezonu włoskiej drużynie AC ChievoVerona.
W lutym 2021 Ezequiel Schelotto powrócił do Argentyny i podpisał dwuipółletni kontrakt z Racing Club de Avellaneda. Następnie grał w CA Aldosivi oraz Deportivo Morón.
Schelotto w lipcu 2023 podpisał kontrakt z włoskim klubem Barletta 1922, który występuje w Serie D. Kontrakt będzie obowiązywał do końca czerwca 2024

## Kariera reprezentacyjna
Ezequiel Schelotto, mimo iż urodził się w Argentynie, od sierpnia 2009 zaczął występować w meczach reprezentacji Włoch do lat 21, gdyż posiada włoskich przodków. Debiut zaliczył w wygranym 1:0 spotkaniu z Walią w ramach eliminacji do Młodzieżowych Mistrzostw Europy U-21.
15 sierpnia 2012 zadebiutował w dorosłej reprezentacji w towarzyskim meczu z Anglią (1:2), gdy w 86 minucie zmienił Ignazia Abatego.

## Życie prywatne
Dzięki temu, że jego przedkowie pochodzili z Cogoleto (praprapradziadek Giovanni Battista Francesco Schelotto wyemigrował stamtąd pod koniec XIX w.) w Ligurii otrzymał włoski paszport. Jest piątym z siedmiorga rodzeństwa. Dwaj z jego czterech braci także są piłkarzami. Jego idolem jest Javier Zanetti. Spotykał się z modelką Marianą Diarco, ale na skutek wpływu rodziców postanowił się z nią rozstać.

## Statystyki

### Klubowe
| Klub                        | Sezon                   | Kraj                    | Rozgrywki               | Mecze | Bramki | Asysty |
| --------------------------- | ----------------------- | ----------------------- | ----------------------- | ----- | ------ | ------ |
| Banfield                    | 2008/2009               | Argentyna               | Primera División        | 0     | 0      | –      |
| AC Cesena                   | 2008/2009               | Włochy                  | Serie C1                | 6     | 1      |        |
| AC Cesena                   | 2009/2010               | Włochy                  | Serie B                 | 40    | 6      | 1      |
| AC Cesena                   | 2010/2011               | Włochy                  | Serie A                 | 17    | 0      | 2      |
| AC Cesena                   | Razem                   | Włochy                  | Serie A                 | 63    | 7      | 3      |
| Calcio Catania              | 2010/2011               | Włochy                  | Serie A                 | 14    | 1      | 0      |
| Atalanta BC                 | 2011/2012               | Włochy                  | Serie A                 | 37    | 2      | 7      |
| Atalanta BC                 | 2012/2013               | Włochy                  | Serie A                 | 16    | 0      | 1      |
| Atalanta BC                 | Razem                   | Włochy                  | Serie A                 | 53    | 2      | 8      |
| Inter Mediolan              | 2012/2013               | Włochy                  | Serie A                 | 12    | 1      | 0      |
| US Sassuolo                 | 2013/2014               | Włochy                  | Serie A                 | 11    | 1      | –      |
| Parma                       | 2013/2014               | Włochy                  | Serie A                 | 16    | 4      | –      |
| Chievo Werona               | 2014/2015               | Włochy                  | Serie A                 | 29    | 0      | –      |
| Łącznie w Serie A           | Łącznie w Serie A       | Łącznie w Serie A       | Łącznie w Serie A       | 141   | 8      | 10     |
| Sporting CP                 | 2015/2016               | Portugalia              | Primeira Liga           | 14    | 0      | –      |
| Sporting CP                 | 2016/2017               | Portugalia              | Primeira Liga           | 23    | 0      | –      |
| Sporting CP                 | Razem                   | Portugalia              | Primeira Liga           | 37    | 0      | 0      |
| Łącznie w Primeira Liga     | Łącznie w Primeira Liga | Łącznie w Primeira Liga | Łącznie w Primeira Liga | 37    | 0      | 0      |
| Brighton & Hove Albion F.C. | 2017/2018               | Anglia                  | Premier League          | 19    | 0      | –      |
| A.C. ChievoVerona           | 2018/2019               | Włochy                  | Serie A                 | 4     | 0      | –      |
| Ogółem                      | Ogółem                  | Ogółem                  | Ogółem                  | 247   | 15     | 11     |

### Reprezentacyjne
| Data             | Miejsce                         | Wynik | Rywal  | Rozgrywki       | Minuty |
| ---------------- | ------------------------------- | ----- | ------ | --------------- | ------ |
| 15 sierpnia 2012 | Stade de Suisse Wankdorf, Berno | 1:2   | Anglia | mecz towarzyski | 5      |